# Мондонвиль (коммуна)
Мондонви́ль (фр. Mondonville, окс. Mondonvila) — коммуна во Франции, находится в регионе Юг — Пиренеи. Департамент — Верхняя Гаронна. Входит в состав кантона Бланьяк. Округ коммуны — Тулуза.
Код INSEE коммуны — 31351.

## География

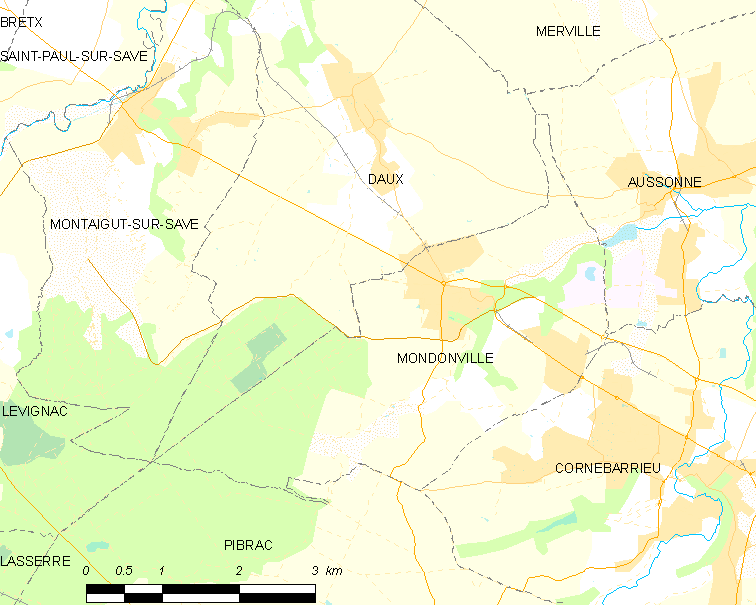
Карта коммуны

Коммуна расположена приблизительно в 590 км к югу от Парижа, в 15 км к северо-западу от Тулузы.

## Климат
Климат умеренно-океанический. Зима мягкая и снежная, весна характеризуется сильными дождями и грозами, лето сухое и жаркое, осень солнечная. Преобладают сильные юго-восточные и северо-западные ветры.

## Население
Население коммуны на 2010 год составляло 4236 человек.
| 1962 | 1968 | 1975 | 1982 | 1990 | 1999 | 2010 |
| ---- | ---- | ---- | ---- | ---- | ---- | ---- |
| 525  | 643  | 1029 | 1245 | 1366 | 1897 | 4236 |

## Администрация
| Период | Период | Фамилия          | Партия                             | Примечания |
| ------ | ------ | ---------------- | ---------------------------------- | ---------- |
| 1971   | 1989   | Анри Кампистрон  | Социалистическая партия            |            |
| 1989   | 1995   | Жерар Дурн       | Социалистическая партия            |            |
| 1995   | 2001   | Жерар Кампистрон | Объединение в поддержку республики |            |
| 2001   | 2020   | Эдмон Декло      | Радикальная левая партия           |            |

## Экономика
В 2010 году среди 2879 человек трудоспособного возраста (15—64 лет) 2347 были экономически активными, 532 — неактивными (показатель активности — 81,5 %, в 1999 году было 75,7 %). Из 2347 активных жителей работали 2177 человек (1135 мужчин и 1042 женщины), безработных было 170 (84 мужчины и 86 женщин). Среди 532 неактивных 236 человек были учениками или студентами, 159 — пенсионерами, 137 были неактивными по другим причинам.

## Достопримечательности
- Церковь Св. Петра в оковах

## Изображения

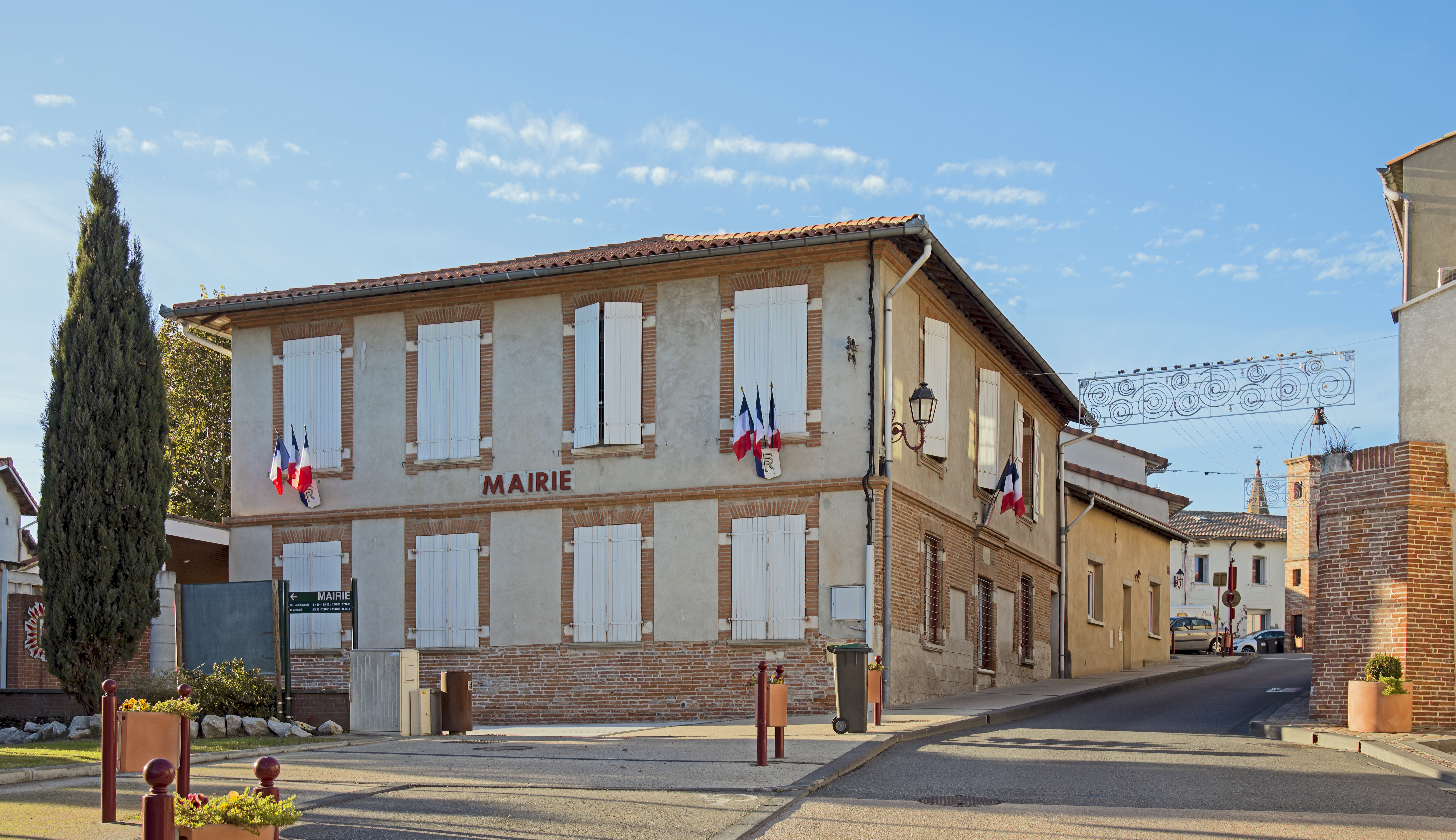
Ратуша
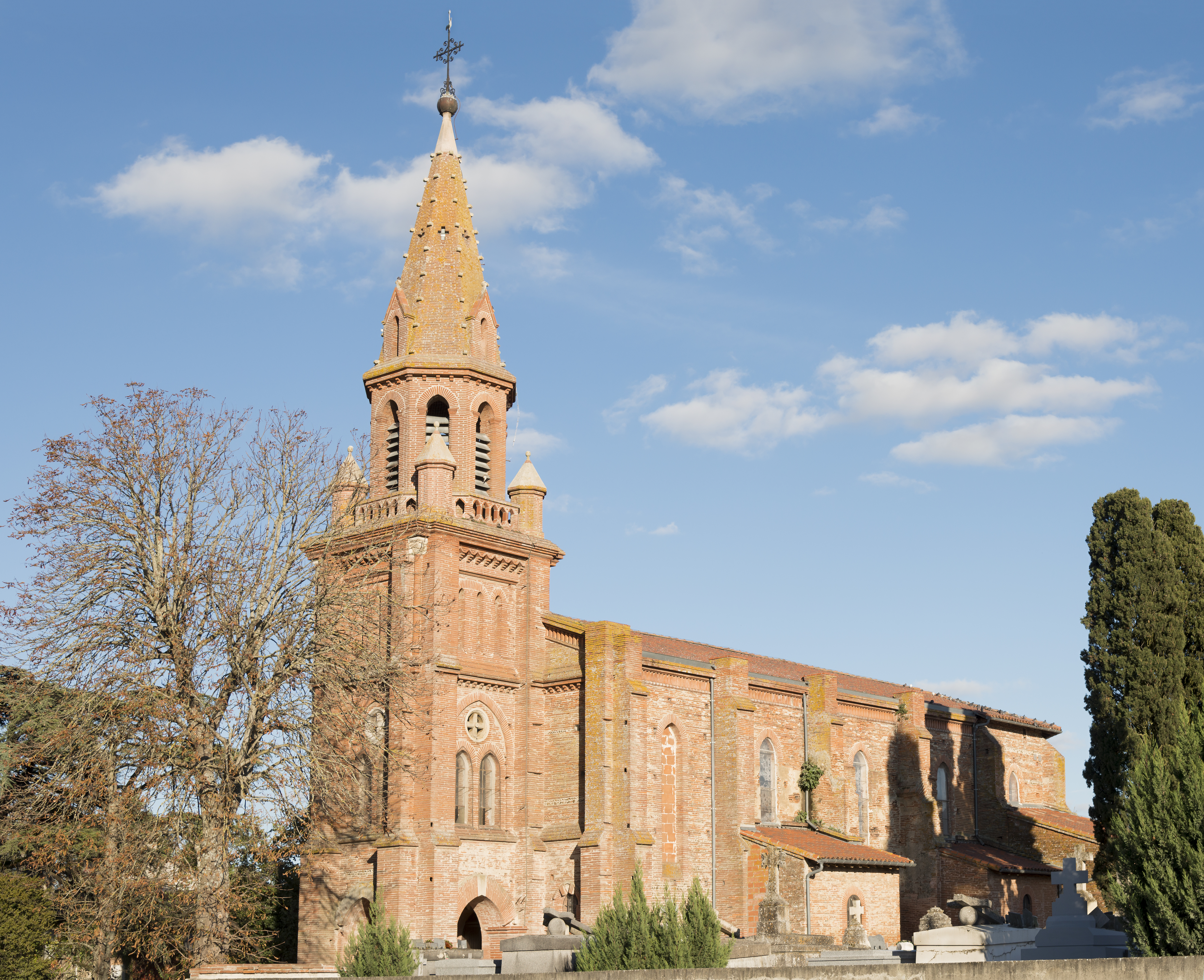
Церковь
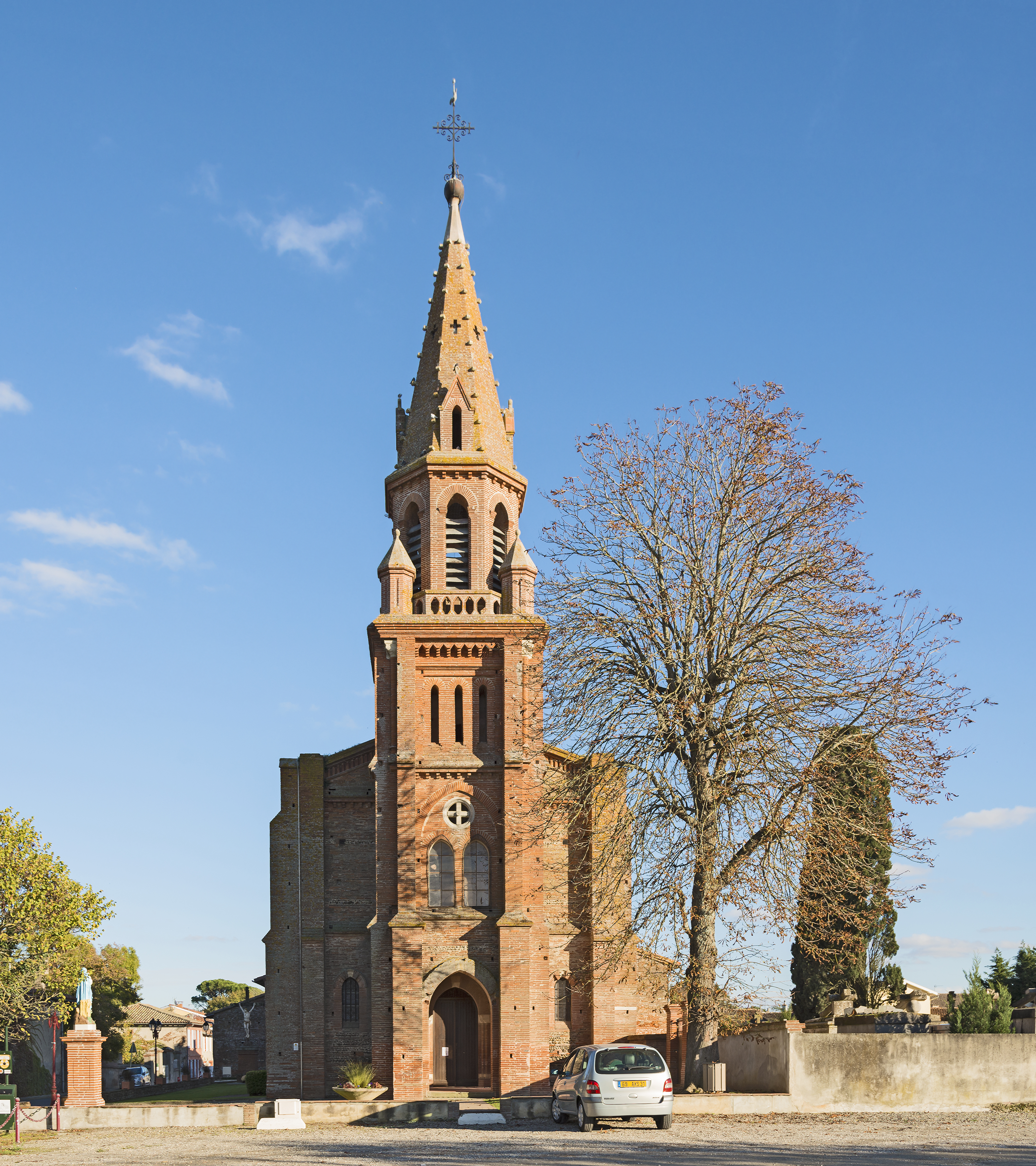